# 1473
| 1473               |
| ------------------ |
| Dødsfald - Fødsler |
|                    |

| Gregoriansk kalender | 1473 MCDLXXIII          |
| Ab urbe condita      | 2226                    |
| Armensk kalender     | 922 ԹՎ ՋԻԲ              |
| Kinesiske kalender   | 4169 – 4170 壬辰 – 癸巳 |
| Etiopisk kalender    | 1465 – 1466             |
| Jødisk kalender      | 5233 – 5234             |
| Hindukalendere       |                         |
| - Vikram Samvat      | 1528 – 1529             |
| - Shaka Samvat       | 1395 – 1396             |
| - Kali Yuga          | 4574 – 4575             |
| Iransk kalender      | 851 – 852               |
| Islamisk kalender    | 878 – 879               |

Konge i Danmark: Christian 1. 1448-1481
Se også 1473 (tal)

## Født
- 19. februar – Niklas Koppernigk, polsk astronom og embedsmand.